# ادوارد اچ. مور
ادوارد هال مور (به انگلیسی: Edward Hall Moore) سناتور سابق عضو حزب جمهوری‌خواه ایالات متحده آمریکا بود. وی در سال ۱۹۴۳ تا ۱۹۴۹ میلادی سناتور ایالت اکلاهما در سنای ایالات متحده آمریکا بود.